# Balthasar Kirchhoffs
Balthasar Kirchhoffs (ook wel Balt(h)us Kerckhoff(s)) (Afden, 27 september 1707 - Herzogenrath, 7 maart 1771) was schoenmaker in Merkstein (Land van 's-Hertogenrade) en zou een van de leiders van de Bokkenrijders zijn geweest. Hij overleed in de nacht van 6 op 7 maart 1771 aan de gevolgen van (overdadige) marteling.
Hij was de zoon van Nicolaas Kirchhoffs en Catharina Doveren en had één zus en vier broers: Johanna (1705 - 30-10-1785), Joannes (13-02-1706), Dionijs (22-11-1708), Peter (1720 - 1771) en Joseph ( ~1724 - 11-05-1772).
Op 24-jarige leeftijd, op 7 september 1732, trouwde hij met Maria Agnes Dreschers, maar zij overleed op 7 januari 1752. Elf jaar later, op 8 februari 1763, hertrouwde hij, deze keer met de 17 jaar jongere Maria Notermans. Beide huwelijken bleven kinderloos.

## Proces en overlijden
Wanneer Balthasar Kirchhoffs precies is gearresteerd, is niet bekend. Het is wel bekend dat dit vóór 30 januari 1771 moet zijn geweest, want op die datum werd hij veroordeeld tot een 'scherp examen', ofwel ondervraging d.m.v. marteling. Hij werd diezelfde dag nog, na de 'territie', op de pijnbank gebracht, om kwart over tien 's morgens. Men heeft hem eerst de duimschroeven aangezet, daarna de scheenschroeven en daarna is hij aan de wipgalg opgetrokken. Pas om kwart over twaalf 's middags bekende hij bij overvallen aanwezig te zijn geweest en om zeven over half één 's middags bekende hij persoonlijk zaken gestolen te hebben. Een dag later, op 31 januari, ging men verder met de pijnigingen en op 1 februari volgde de recollectie. Tijdens de recollectie herriep hij alles dat hij de voorgaande twee dagen heeft bekend en verklaarde hij alles van de pijn gezegd te hebben. Daarbij zei hij ook niemand te kennen die aan een diefstal heeft meegewerkt.
Men besloot pas 6 maart 1771 weer door te gaan met de ondervragingen. Ditmaal duurde de ondervraging maar een enkele dag, in tegenstelling tot de drie dagen van de vorige ondervraging, maar hoe deze dat is verlopen, is niet volledig bekend aangezien de documentatie verloren is gegaan. Het is echter wel bekend dat Balthasar Kirchhoffs tijdens zijn ondervraging die dag is flauwgevallen. In de nacht van 6 op 7 maart 1771 is hij overleden en op 8 maart is hij op ongewijde grond begraven.

## Zijn rol in de 'bende' volgens de processtukken
Over de rol die Balthasar Kirchhoffs bij de Bokkenrijders zou hebben gespeeld, laat men in de processtukken geen twijfel bestaan. In elk van de vele processtukken waarin hij wordt vermeld, komt hij als een van de hogere leden of zelfs de leider van de bende. Zo verklaarde Joseph Keyser op 10 januari 1771 (dus al tijdens zijn eerste ondervraging) het volgende:
“(...) En dat daarna de eerder genoemde gezellen het huis van Baltus Kerckhoff binnengingen en naar buiten kwamen met Baltus Kerckhoff en zijn huisvrouw als laatste naar buiten ging en de deur gesloten heeft. […] En dat haar man Baltus Kerckhoff gewapend was met een pistool en hij, gedetineerde, met alle eerder genoemde gezellen voorzien was van stokken.”
Daarbij verklaarden verschillende 'bendeleden' ook bij hem thuis een eed te hebben afgelegd. Zo verklaart Arnold Zanders tijdens zijn scherp examen van 21/22 augustus, dus al ná Balthasar Kirchhoffs dood, het volgende:
" (...) Dat toen Baltus Kerckhoff hem, gedetineerde, een schedel heeft voorgelegd en hij, gedetineerde, ook in de handen van de vaker genoemde Baltus Kerckhoff de eed heeft gezworen die bij hen in de bende gebruikelijk was."

## Relatie tot Joseph Kirchhoffs volgens Sleinada
Met zijn jongste broer zou Balthasar Kirchhoffs, in ieder geval volgens S.J.P. Sleinada, een nogal lastige band hebben gehad, ondanks het feit dat ze, volgens de processtukken, samen de Bokkenrijders leidden. Zo zou Joseph Kirchhoffs, na de arrestatie van zijn broer, bij Sleinada in huilen zijn uitgebarsten onder de woorden:
"Ah! Ik heb zo lang geweten dat de schelm niet deugde, daarom heeft hij twee jaar lang niet gedurfd mij onder ogen te komen. Wat er met hem gebeurt, maakt mij niet uit, al wordt ook hij gehangen, maar ik beklaag mijn arme vrouw en kinderen (...)"

## In moderne cultuur
Hoewel er geen boeken, films of andere culturele zaken bestaan waarin Balthasar Kirchhoffs een hoofdrol speelt, komt hij wel vaak voor in boeken over de Bokkenrijders.
- Hij is een veelvoorkomend karakter in "Dokter Joseph Kirchhoffs, Kapitein der Bokkenrijders" van Bernard Bekman
- In de boeken "De Bende van de Bokkenrijders" van Ton van Reen wordt Balthasar Kirchhoffs een aantal keer benoemd